# Cape God
Cape God — второй студийный альбом студийный альбом канадской певицы Allie X (Александра Эшли Хьюз), выпущенный 21 февраля 2020 года лейблом Twin Music и распространяемый компанией AWAL. Релиз последовал за её мини-альбомом Super Sunset (2018). Авторы альбома — Алли Икс и Джеймс Алан Галеб, а продюсер — Оскар Гёррес. Он получил в целом положительные отзывы от музыкальных критиков.

## История
В 2018 году Allie X выпустила мини-альбом Super Sunset. Изначально Cape God задумывалась как родственная пластинка к этому EP, но позже Алли Икс решила выделить проект в отдельный альбом. Она сравнила свой подход к написанию Cape God с тем, что она использовала для своих предыдущих релизов. В то время как она заявила, что её предыдущие релизы включали в себя эксперименты с «альтер-эго», Cape God был «довольно личным, довольно интимным произведением».
Фотография для обложки стандартного издания альбома была сделана в пещере на севере штата Нью-Йорк Брендоном Бертоном с использованием естественного света и дымовой шашки.

## Отзывы
| Совокупная оценка    | Совокупная оценка |
| Источник             | Оценка            |
| -------------------- | ----------------- |
| Metacritic           | 78/100            |
| Оценки критиков      |                   |
| Источник             | Оценка            |
| AllMusic             | [ 7 ]             |
| DIY                  | [ 8 ]             |
| Exclaim!             | 9/10              |
| The Line of Best Fit | 9/10              |
| musicOMH             | [ 1 ]             |
| Pitchfork            | 6.8/10            |
| Q                    | 80/100            |

После выхода Cape God был положительно встречен музыкальными критиками. На сайте Metacritic, который присваивает нормализованный рейтинг из 100 баллов рецензиям основных критиков, альбом получил средний балл 78 на основе 8 рецензий, что свидетельствует о «всеобщем признании».
Кори ван ден Хугенбанд из Exclaim! сказал, что альбом «элегантно сочетает» новый и старый стили Алли Икс, создавая «ее лучшую работу на данный момент». Он отметил, что инструментальные композиции содержат «тщательно проработанную зернистость и мрачность», отметив, что, хотя она использовала этот эффект для создания «ощущения надвигающейся гибели» во всех своих работах, инструментальные композиции на Cape God выглядят более коммуникабельными, чем в её предыдущих альбомах. Джон Мерфи из musicOMH сказал, что у альбома есть «экспериментальная грань», которая отличает его от работ других альтернативных поп-исполнителей, таких как Марина Диамандис и Charli XCX, и делает его «одним из самых восхитительно странных альбомов года». Журнал Q отметил, что хотя «Мыс Бога может быть ужасным местом для посещения», «мелодии [в альбоме] великолепны». Эрик Торрес из Pitchfork описал Cape God как «самую сильную концепцию в ее каталоге на сегодняшний день».

## Список композиций
По данным из буклетов Cape God и Tidal.
| №                   | Название                           | Автор(ы)                                                | Продюсеры           | Длительность |
| ------------------- | ---------------------------------- | ------------------------------------------------------- | ------------------- | ------------ |
| 1.                  | «Fresh Laundry»                    | Александра Хьюз James Alan Ghaleb Oscar Görres          | Görres              | 3:56         |
| 2.                  | «Devil I Know»                     | Hughes Cara Salimando Jonathan Saxe Görres Jens Duvsjo  | Görres Duvchi       | 2:52         |
| 3.                  | «Regulars»                         | Hughes Ghaleb Görres                                    | Görres              | 3:41         |
| 4.                  | «Sarah Come Home»                  | Hughes Jesse St. John Geller Leroy Clampitt Görres      | Görres              | 3:33         |
| 5.                  | «Rings a Bell»                     | Hughes Ghaleb Görres                                    | Görres              | 4:16         |
| 6.                  | «June Gloom»                       | Hughes Ghaleb Görres                                    | Görres              | 3:09         |
| 7.                  | «Love Me Wrong» (с Тройем Сиваном) | Hughes Troye Mellet Brett McLaughlin Bram Inscore       | Görres              | 3:12         |
| 8.                  | «Super Duper Party People»         | Hughes George Pimentel Görres Oliver Goldstein          | Görres              | 3:49         |
| 9.                  | «Susie Save Your Love» (с Mitski)  | Hughes Nate Campany Kyle Shearer Görres Mitsuki Laycock | Görres Valley Girl  | 3:58         |
| 10.                 | «Life of the Party»                | Hughes Jack Latham Görres                               | Görres Latham       | 3:31         |
| 11.                 | «Madame X»                         | Hughes Simon Wilcox Görres Clampitt                     | Görres Big Taste    | 3:30         |
| 12.                 | «Learning in Public»               | Hughes Ghaleb Görres                                    | Görres              | 3:48         |
| Общая длительность: | Общая длительность:                | Общая длительность:                                     | Общая длительность: | 43:15        |

| №                   | Название            | Автор(ы)                                   | Продюсеры           | Длительность |
| ------------------- | ------------------- | ------------------------------------------ | ------------------- | ------------ |
| 13.                 | «Cape God Theme»    | Hughes Inscore Pimentel Laycock            | Allie X Inscore     | 2:10         |
| 14.                 | «Milk»              | Hughes Wilcox Görres                       | Görres              | 3:30         |
| 15.                 | «Limited Love»      | Hughes Inscore Laycock                     | Allie X Inscore     | 3:41         |
| 16.                 | «Anchor»            | Hughes Ghaleb Görres                       | Görres              | 3:08         |
| 17.                 | «Rising Tide»       | Hughes Inscore Geller Dallas James Koehlke | Allie X Inscore     | 5:29         |
| Общая длительность: | Общая длительность: | Общая длительность:                        | Общая длительность: | 61:13        |

## Чарты
| Чарт (2020)                         | Высшая позиция |
| ----------------------------------- | -------------- |
| США (Heatseekers Albums, Billboard) | 23             |
| США (Top Current Albums, Billboard) | 73             |